# CoB-CoM eterodisolfuro reduttasi
La CoB-CoM eterodisolfuro reduttasi è un enzima appartenente alla classe delle ossidoreduttasi, che catalizza la seguente reazione:
coenzima B + coenzima M + metanofenazina ⇄ N-{7-[(2-solfoetil)ditio]eptanoil}-O3-fosfo-L-treonina + diidrometanofenazina
Questo enzima si rinviene negli archaea produttori di metano, particolarmente nelle specie di Methanosarcina, e rigenera il coenzima M e il coenzima B dopo l'azione di EC 2.8.4.1, coenzima-B solfoetiltiotransferasi. Contiene (per ciascuna unità eterodimerica) due distinti gruppi eme di tipo b e due gruppi [4Fe-4S]. Altamente specifico per entrambi i coenzimi M e B. Reagisce con vari derivati della fenazina, tra cui la 2-idrofenazina e la 2-bromofenazina.